# Роминія-Американа
Футбольний клуб «Роминія-Американа» Бухарест (рум. Româno-Americana FC București) — колишній румунський футбольний клуб з Бухареста, що існував у 1906—1916 роках.

## Досягнення
- Ліга I
  - Чемпіон: 1914–15.